# Juan Fernando Cristo
Juan Fernando Cristo Bustos (Cúcuta, 11 de julio de 1964) es un abogado y político colombiano con una destacada trayectoria en el servicio público.
Su vida ha estado marcada por una constante búsqueda de la conciliación y la paz, influenciada profundamente por el asesinato de su padre Jorge Cristo Sahium, a manos del Ejército de Liberación Nacional (ELN) en 1997.

## Primeros años y formación académica
Hijo del dirigente liberal Jorge Cristo Sahium y María Eugenia Bustos de Cristo, hace parte de una familia con tradición política en Norte de Santander. estudió Derecho en la Universidad de Los Andes.

## Trayectoria en el servicio público
Cristo Comenzó su trayectoria como Secretario Privado del Ministro de Desarrollo Económico durante el gobierno de César Gaviria Trujillo (1990-1994). Posteriormente, fue designado cónsul general de Colombia en Caracas y, más tarde, consejero de Comunicaciones de la Presidencia de la República bajo el mandato de Ernesto Samper Pizano (1994-1998).
También se desempeñó como viceministro de Relaciones Exterirores y Embajador de Colombia en Grecia. 
El asesinato de su padre en 1997 por parte del ELN lo motivó a ingresar a la política electoral, siendo elegido senador de la República en 1998. Durante su tiempo en el Senado, que se extendió hasta 2014, Cristo promovió leyes significativas como la Ley de Víctimas y Restitución de Tierras, promulgada en 2011, demostrando su compromiso con la reparación y reconciliación nacional. Su carácter de víctima le permitió empatizar profundamente con otras víctimas del conflicto armado.

### Ministro del Interior en el gobierno de Juan Manuel Santos
En 2014, durante el segundo mandato del presidente Juan Manuel Santos, fue nombrado Ministro del Interior. En su calidad de ministro fue uno de los negociadores del Acuerdo Final de Paz con las FARC, firmado en 2016.  Así mismo, lideró la implementación en el Congreso de la República de los cambios legislativos relacionados con dicho acuerdo. 

### Ministro del Interior en el gobierno de Gustavo Petro
El 3 de julio de 2024, el presidente Gustavo Petro lo nombró Ministro del Interior. Durante esta segunda gestión, que culminó en febrero de 2025, Cristo se enfocó en:
·       Plan de Aceleración de la Implementación del Acuerdo de Paz
·       Impulso a la Ley  que reformó del Sistema General de Participaciones
·       Acuerdo Nacional
·       Pactos Territoriales para construcción de paz
El propósito de la Ley General de Participaciones (LGP), según Juan Fernando Cristo, es garantizar la distribución equitativa de los recursos de la Nación a las entidades territoriales (departamentos, distritos y municipios). Esta ley busca fortalecer la descentralización, asegurando que los recursos sean destinados a sectores clave como educación, salud y saneamiento básico, con el objetivo de mejorar la calidad de vida de la población y reducir desigualdades regionales. Además, establece mecanismos para el uso eficiente y transparente de estos fondos, promoviendo la autonomía territorial y el desarrollo sostenible.
En otros aspectos, durante su gestión, enfrentó crisis humanitarias como el desplazamiento masivo en el Catatumbo. generado por acciones del ELN. Cristo lideró las ayudas sociales y humanitarias en la región y reconoció que, debido a la degradación de esta guerrilla, el ELN había dejado de ser considerado un actor del conflicto armado para convertirse en un grupo delincuencial.

### Visión y legado
Como líder del movimiento En Marcha, Juan Fernando Cristo se ha caracterizado por ser un líder conciliador y reformista, con una visión liberal de la política y del papel del Estado. Ha impulsado reformas orientadas a la autonomía territorial, la paz y el fortalecimiento de las instituciones democráticas. Su apuesta por el desarrollo de Colombia está ligada a la convicción de una interacción fuerte y respetuosa entre los distintos sectores de la vida nacional, especialmente entre el Estado y el sector privado.

### Cargos públicos
Entre los cargos públicos ocupados por Juan Fernando Cristo Bustos, se identifican:
| Cargo público                 | Partido político | Fecha Inicio            | Fecha Fin           |
| Senador de la República       | Partido Liberal  | 20 de julio de 2006     | 20 de julio de 2014 |
| Vocero de la Bancada          | Partido Liberal  | 20 de julio de 2006     | 20 de julio de 2007 |
| Presidente Dirección Nacional | Partido Liberal  | 16 de diciembre de 2004 | 11 de junio de 2004 |
| Codirector Nacional           | Partido Liberal  | 1 de mayo de 2003       | 1 de mayo de 2005   |
| Senador de la República       | Partido Liberal  | 20 de julio de 2002     | 20 de julio de 2006 |
| Presidente Comisión Sexta     | Partido Liberal  | 20 de julio de 2000     | 20 de julio de 2001 |
| Senador de la República       | Partido Liberal  | 20 de julio de 1998     | 20 de julio de 2002 |